# Габор Сабо (футболіст)
Га́бор Пе́тер Са́бо  (угор. P. Szabó Gábor, нар. 14 жовтня 1902, — пом. 26 лютого 1950 — угорський футболіст, що грав на позиції лівого крайнього нападника. Відомий виступами за клуби «Уйпешт» і «Фобус», а також національну збірну Угорщини. Учасник чемпіонату світу 1934 в Італії.

## Клубна кар'єра
З 1926 по 1934 роки виступав за столичну команду «Уйпешт», був серед провідних гравців клубу, одним з її головних бомбардирів, віце-капітаном, а в 1932—1934 роках капітаном команди. Провів у складі «Уйпешта» 160 матчів у чемпіонаті, в яких відзначався голами 100 разів.
У 1930 році завоював з командою перший у її історії титул чемпіона країни, відігравши 22 матчі, в яких забив 17 м'ячів. Через рік команда знову стала чемпіоном, а на рахунку Сабо 15 голів у 22 матчах турніру. Третій чемпіонський титул гравець завоює в 1933 році, провівши за команду 18 матчів.
Дві найкращі команди Угорщини отримували можливість спробувати свої сили в кубку Мітропи, міжнародному турнірі для найсильніших клубів Центральної Європи. В цьому змаганні «Уйпешт» досяг успіху в 1929 році. На шляху до фіналу команда пройшла празьку «Спарту» (6:1, з двома голами Сабо, і 0:2) і віденський «Рапід» (2:1, 2:3 і 3:1 в переграванні в додатковий час завдяки хет-трику головного бомбардира команди Іштвана Авара). У фіналі «Уйпешт» переграв іншу празьку команду — «Славію». Вже в першому матчі угорці здобули вагому перевагу 5:1, а в матчі-відповіді задовольнилися нічиєю 2:2. В обох фінальних поєдинках Сабо забивав по одному м'ячеві. Загалом у Кубку Мітропи у складі «Уйпешта» на його рахунку 21 матч і 10 забитих м'ячів у 1927—1934 роках. 9 поєдинків він провів у ролі капітана команди.
«Уйпешт» і «Славія» через рік знову зустрілися у фіналі міжнародного турніру — Кубку Націй. Ці змагання відбулися в Женеві під час проведення Чемпіонату світу в Уругваї. У ньому брали участь чемпіони або володарі кубків більшості провідних у футбольному плані континентальних країн Європи. «Уйпешт» почергово переграв іспанський «Реал Уніон» (3:1), голландський «Гоу Егед» (7:0), швейцарський «Серветт» (3:0) і «Славію» у фіналі (3:0). На рахунку Сабо 3 забитих м'ячі у цих матчах.
З 1934 року виступав за команду «Фебуш» (Будапешт). Допоміг клубові досягти найвищого у своїй історії результату в угорському чемпіонаті — четвертого місця в 1936 і 1937 роках. У 1936 році команда представляла свою країну в Кубку Мітропи. «Фобус» переміг у кваліфікації швейцарську команду «Янг Фелловз» із міста Цюрих (3:0 у гостях і 6:2 вдома), а в 1/8 фіналу поступився в гідній боротьбі чинному чемпіону і майбутньому фіналістові турніру — празькій «Спарті» (2:5 на виїзді і 4:2 вдома). В усіх цих поєдинках Сабо був капітаном своєї команди і відзначився у кожному матчі забитими голами. Таким чином, з показником у 14 забитих м'ячів він ділить у списку найкращих бомбардирів Кубка Мітропи 12 місце разом із чотирма іншими футболістами.

## Виступи за збірну
6 червня 1926 року дебютував в офіційних матчах у складі національної збірної Угорщини в грі проти збірної Чехословаччини (2:1). А вже в наступному своєму матчі, що відбувся через десять місяців після дебютного, забив свій перший гол за головну команду країни — у ворота збірної Югославії (3:0). Сабо викликався до збірної до 1934 року, але награв за цей час не надто багато — лише 11 матчів. Причина цього в дуже сильній конкуренції, що існувала в збірній саме на позиції лівого форварда (достатньо назвати прізвища Вільмоша Кохута з «Ференцвароша» і Ференца Хірзера з «Хунгарії» — знаменитих лівих нападників, які виступали в той же час, що й Сабо).
У 1934 році Габор відзначився трьома забитими м'ячами у двох матчах відбіркового турніру до чемпіонату світу проти збірної Болгарії, а потім також став учасником фінальної частини першості, що проходила в Італії. Зіграв у матчі 1/8 фіналу проти Єгипту (4:2). У чвертьфінальному поєдинку проти Австрії, що завершився поразкою угорців 1:2, участі не брав.

## Досягнення
- Володар Кубка Мітропи: 1929
- Чемпіон Угорщини: 1929–30, 1930–31, 1932–33
- Срібний призер Чемпіонату Угорщини: 1926–27, 1931–32, 1933–34,
- Бронзовий призер Чемпіонату Угорщини: 1927–28, 1928–29,
- Фіналіст Кубка Угорщини: 1927, 1933
- Володар Кубка Націй 1930
- Учасник Чемпіонату світу 1934.

## Статистика

### Клубні команди
| Клуб                | Сезон             | Чемпіонат | Чемпіонат | Чемпіонат | Кубок Мітропи | Кубок Мітропи | Кубок Мітропи |
| Клуб                | Сезон             | Ліга      | Матчі     | Голи      | Турнір        | Матчі         | Голи          |
| ------------------- | ----------------- | --------- | --------- | --------- | ------------- | ------------- | ------------- |
| «Уйпешт» (Будапешт) | 1925/26           | Д-1       | 1         | 1         |               |               |               |
| «Уйпешт» (Будапешт) | 1926/27           | Д-1       | 11        | 2         | КМ            | 2             | 0             |
| «Уйпешт» (Будапешт) | 1927/28           | Д-1       | 22        | 10        |               |               |               |
| «Уйпешт» (Будапешт) | 1928/29           | Д-1       | 21        | 14        | КМ            | 7             | 4             |
| «Уйпешт» (Будапешт) | 1929/30           | Д-1       | 22        | 17        | КМ            | 4             | 2             |
| «Уйпешт» (Будапешт) | 1930/31           | Д-1       | 22        | 16        |               |               |               |
| «Уйпешт» (Будапешт) | 1931/32           | Д-1       | 21        | 18        | КМ            | 2             | 1             |
| «Уйпешт» (Будапешт) | 1932/33           | Д-1       | 18        | 13        | КМ            | 2             | 0             |
| «Уйпешт» (Будапешт) | 1933/34           | Д-1       | 22        | 9         | КМ            | 4             | 3             |
| «Уйпешт» (Будапешт) | Всього            | Всього    | 160       | 100       | —             | 21            | 10            |
| «Фебуш» (Будапешт)  | 1934/35           | Д-1       | 22        | 11        |               |               |               |
| «Фебуш» (Будапешт)  | 1935/36           | Д-1       | 25        | 8         | КМ            | 4             | 4             |
| «Фебуш» (Будапешт)  | 1936/37           | Д-1       | 25        | 9         |               |               |               |
| «Фебуш» (Будапешт)  | 1937/38           | Д-1       | 21        | 3         |               |               |               |
| «Фебуш» (Будапешт)  | 1938/39           | Д-1       | 2         | 0         |               |               |               |
| «Фебуш» (Будапешт)  | Всього            | Всього    | 95        | 31        | —             | 4             | 4             |
| Всього за кар'єру   | Всього за кар'єру | —         | 255       | 131       | —             | 25            | 14            |

### Збірна
| Дата       | Місто    | Господарі      | Результат | Гості          | Турнір                             | Голи | Примітки |
| ---------- | -------- | -------------- | --------- | -------------- | ---------------------------------- | ---- | -------- |
| 06/06/1926 | Будапешт | Угорщина       | 2 – 1     | Чехословаччина | товариський матч                   | -    | 27'      |
| 10/04/1927 | Будапешт | Угорщина       | 3 – 0     | Югославія      | товариський матч                   | 1    |          |
| 25/09/1927 | Загреб   | Югославія      | 5 – 1     | Угорщина       | товариський матч                   | -    |          |
| 25/03/1928 | Будапешт | Угорщина       | 2 – 1     | Югославія      | товариський матч                   | -    |          |
| 13/04/1930 | Базель   | Швейцарія      | 2 – 2     | Угорщина       | товариський матч                   | -    |          |
| 22/03/1931 | Прага    | Чехословаччина | 3 – 3     | Угорщина       | Кубок Центральної Європи 1931—1932 | -    |          |
| 12/04/1931 | Будапешт | Угорщина       | 6 – 2     | Швейцарія      | Кубок Центральної Європи 1931—1932 | 1    |          |
| 04/10/1931 | Будапешт | Угорщина       | 2 – 2     | Австрія        | Кубок Центральної Європи 1931—1932 | 1    |          |
| 25/03/1934 | Софія    | Болгарія       | 1 – 4     | Угорщина       | Відбір до ЧС 1934                  | 1    |          |
| 29/04/1934 | Будапешт | Угорщина       | 4 – 1     | Болгарія       | Відбір до ЧС 1934                  | 2    |          |
| 27/05/1934 | Неаполь  | Угорщина       | 4 – 2     | Єгипет         | ЧС 1934 - 1/8                      | -    |          |
| Усього     |          | Матчів         | 11        |                | Голів                              | 6    |          |